# Ricardo Morales Galindo
Ricardo Basilio Morales Galindo (ur. 11 września 1972 w San Fernando) – chilijski duchowny rzymskokatolicki, mercedariusz, od 2020 biskup Copiapó.

## Życiorys

### Prezbiterat
Święcenia kapłańskie przyjął 3 marca 2006 w zgromadzeniu mercedariuszy. Był m.in. krajowym duszpasterzem młodzieży mercedariańskiej, obrońcą węzła w krajowym trybunale kościelnym oraz prowincjałem.
11 czerwca 2018 został mianowany administratorem apostolskim Puerto Montt, funkcję tę pełnił do 29 lutego 2020.

### Episkopat
20 czerwca 2020 papież Franciszek mianował go biskupem ordynariuszem diecezji Copiapó. Sakry biskupiej udzielił mu 12 września 2020 roku arcybiskup Celestino Aós Braco.